# Bilje (Chorwacja)
Bilje (węg. Bellye) – wieś w Chorwacji, w żupanii osijecko-barańskiej, siedziba gminy Bilje. W 2011 roku liczyła 559 mieszkańców.